# Theodor Coccius
Theodor Coccius   (Knauthain, 8 de març de 1824 - Leipzig, 24 d'agost de 1897) va ser un pianista i pedagog alemany.
Coccius va néixer a Knauthain prop de Leipzig el 1824. Va ser alumne de Sigismond Thalberg.
Va ensenyar al Conservatori de Leipzig des de 1864 per la resta de la seva vida, al costat d'Ignaz Moscheles i Carl Reinecke. Els seus alumnes destacats van ser Franz Oskar Merikanto, Aleksander Michałowski (1867-69), i Algernon Ashton.
Era el germà gran de l'oftalmòleg Ernst Adolf Coccius (1825-1890).